# Izzi Dame
Franki Carissa Strefling (Buchanan, 13 de julho de 1999) é uma lutadora profissional americana e ex-jogadora de vôlei profissional. Ela trabalha atualmente para a WWE, onde se apresenta sob o nome de ringue Izzi Dame na marca NXT.

## Início de vida
Strefling frequentou a Eastern Michigan University e se formou com um bacharelado em administração de empresas. Ela também fez parte do time de vôlei como integrante dos Eastern Michigan Eagles.

## Carreira na luta livre profissional
Em 10 de novembro de 2022, Strefling foi anunciada como contratada pela WWE, como parte da classe de novatos do WWE Performance Center do outono de 2022. Ela fez sua estreia no ringue no evento ao vivo do NXT em 19 de maio de 2023, perdendo para Lola Vice. No episódio de 21 de julho do NXT Level Up, agora sob o nome de ringue Izzi Dame, ela fez sua estreia televisionada, perdendo para Dani Palmer.
Em setembro, Dame foi anunciada como participante do NXT Women's Breakout Tournament. Ela foi derrotada na primeira rodada por Kelani Jordan no episódio de 3 de outubro do NXT. No episódio de 28 de novembro do NXT, Dame defendeu Kiana James em uma discussão com Roxanne Perez nos bastidores e empurrou Perez, o que levou Perez a golpeá-la, resultando em uma briga. No NXT Deadline, ela ajudou James a derrotar Perez em uma luta em uma jaula de aço, formando uma aliança com James e se estabelecendo como uma vilã.
No NXT Vengeance Day, Dame e James revelaram suas intenções de atacar Kelani Jordan. Dame conquistou sua primeira vitória individual no episódio de 16 de fevereiro de 2024 do Level Up, derrotando Gigi Dolin com a ajuda de James. No episódio de 20 de fevereiro do NXT, Dame e James tentaram fazer um ataque surpresa contra Jordan, mas Jordan se saiu melhor. Na semana seguinte, Dame ajudou James a derrotar Jordan em uma luta individual. No episódio de 12 de março do NXT, Dame e James derrotaram Thea Hail e Fallon Henley depois que Henley substituiu Jordan, que foi encontrada caída nos bastidores. No Stand & Deliver 2024, Dame e James se uniram a Jacy Jayne para enfrentar Henley, Hail e Jordan, mas perderam. No Draft da WWE, James foi draftada para a marca Raw, enquanto Dame permaneceu no NXT, encerrando sua aliança.
No episódio de 11 de julho de 2024 do TNA Impact!, Dame fez uma aparição surpresa desafiando a campeã mundial das knockouts da TNA, Jordynne Grace, pelo título, mas foi derrotada.

## Vida pessoal
Strefling está em um relacionamento com o lutador profissional Bronson Rechsteiner, conhecido pelo nome de ringue Bron Breakker, filho de Rick Steiner e sobrinho de Scott Steiner.